# Laurens (wieś)
Laurens – wieś w Stanach Zjednoczonych, w stanie Nowy Jork, w hrabstwie Otsego.